# Clostridium intestinale
Clostridium intestinale è una specie di batterio appartenente alla famiglia delle Clostridiaceae.